# Arcidiecéze milánská
Milánská arcidiecéze je katolický metropolitní stolec v severní Itálii, do níž náležejí provincie Milán, větší část provincie Varese a Lecco. Jedná se o největší arcidiecézi v Evropě podle počtu věřících.
Arcibiskupským sídlem je město Milán s katedrálou Narození Panny Marie (slavný milánský Dóm). Roku 2004 náleželo do arcidiecéze 4 860 000 pokřtěných z celkových 5 107 053 obyvatel. Současným arcibiskupem je Mario Delpini.
Milán je biskupským městem již od 1. století, metropolitním stolcem (arcidiecézí) se stalo ve 4. století. K nejvýznamnějším osobnostem mezi milánskými biskupy patřili svatý Ambrož (374–397), patron diecéze a svatý Karel Boromejský (1560–1583).
Větší část arcidiecéze zachovává vlastní liturgický ritus, totiž ambrosiánský, který se liší od římského ritu, kromě jiného, též vlastním liturgickým kalendářem.

## Biskupové a arcibiskupové
Seznam biskupů a arcibiskupů Milána je vyryt na desce v jižní lodi milánské katedrály, ale tento seznam obsahuje historické chyby. Následující seznam vychází z práce Eugenia Cazzaniho.

### Pozdní starověk
- Barnabáš Apoštol (1. století)
- Anatal
- Gaius
- Castricián
- Kalimerius (kolem 270–280)
- Monas (283–313?)
- Mirokles (313–316?)
- Maternus (316–328?)
- Protasius (328–343?)
- Eustorgius I. (343–349?)
- Dionysius (349–355)
  - Auxentius (355–374), arián, považován katolickou církví za uzurpátora
- Ambrož (374–397)
- Simplician (397–400)
- Venerius (400–408)
- Marolus (408–423)
- Martinianus (423–435)
- Glycerius (436–438)
- Lazarus (438–449)
- Eusebius (449–462)
- Gerontius (462–465)
- Benignus (465–472)
- Senator (472–475)
- Theodorus I. (475–490)
- Vavřinec I. (490–512)
- Eustorgius II. (512–518)
- Magnus (518–530?)
- Dacius (530–552)
- Vitalis (552–555)
- Ausanus (556–559?)

### Janovské období
- Honoratus (560–571?)
- Fronton (571–573?)
- Vavřinec II. (573–592)
- Constantius (593–600)
- Deodatus (601–628)
- Asterius (629–639)
- Forte (639–641)

### Středověk
- Jan Dobrý (641–669)
- Antonín (669–671)
- Maurilius (671)
- Ampelius (671–676)
- Mansuetus (676–685)
- Benedikt (685–732)
- Theodorus II. (732–746)
- Natalis (746–747)
- Arifred (747–748)
- Stabile (748–750)
- Leto (751–755)
- Tomáš (755–783)
- Petr (784–803)
- Odelpert (803–813)
- Anselm I. (813–818)
- Buono 818–822)
- Angilbert I. (822–823)
- Angilbert II. Pusterla (824–859)
- Tadone (860–868)
- Ansperto Confalonieri z Biassona (868–881)
- Anselm II. Capra (882–896)
- Landulf I. (896–899)
- Ondřej z Canciana (899–906)
- Aicone (906–918)
- Garibert z Besany (918–921)
- Lambert (921–931)
- Elduin (931–936)
- Arderico (936–948)
- Adelman (948–953)
- Walpert (953–970)
- Arnulf I. (970–974)
- Gotofred I. (974–979)
- Landulf II. z Carcana (980–998)
- Arnolf II. da Arsago (998–1018)
- Aribert z Intimiana (1018–1045)
- Guido da Velate (1045–1069)
- Atto (1070–1075)
- Gotofred II. da Castiglione (1070–1075), vzdorobiskup
- Tedald (1075–1080)
- Anselm III. da Rho (1086–1093)
- Arnolf III. (1093–1097)
- Anselm IV. da Bovisio (1097–1101)
- Grossolano (1102–1112)
- Giordano da Clivio (1112–1120)
- Olrico da Corte (1120–1126)
- Anselm V. della Pusterla (1126–1135)
- Robaldo (1135–1145)
- Umberto I. da Pirovano (1146–1166)
- Galdino della Sala (1166–1176)
- Algisio da Pirovano (1176–1185)
- Umberto II. Crivelli (1185–1187)
- Milon z Cardana (1187–1195)
- Umberto III. da Terzago (1195–1196)
- Filippo I. da Lampugnano (1196–1206)
- Umberto IV. da Pirovano (1206–1211)
- Gerardo da Sesso (1211–1212)
- Jindřich I. da Settala (1213–1230)
- Vilém I. da Rizolio (1230–1241)
- Leon da Perego (1241–1257)
- Oto Visconti (1262–1295)
- Ruffin z Frisseta (1295–1296)
- František I. Parmský (1296–1308)
- Cassone della Torre (1308–1317)
- Aicard z Intimiana (1317–1339)
- Jan II. Visconti (1342–1354)
- Robert Visconti (1354–1361)
- Vilém II. della Pusterla (1361–1370)
- Šimon z Borsana (1370–1380)
- Antonín de' Saluzzi (1380–1401)
- Petr II. z Kandie (1402–1410)
- František II. Crippa (1409–1414)
- Bartoloměj Capra (1414–1433)
- František III. Piccolpasso (1433–1443)
- Jindřich II. Rampini (1443–1450)
- Jan III. Visconti (1450–1453)
- Mikuláš Amidano (1453–1454)
- Timotej Maffei (1454)
- Gabriel Sforza (1454–1457)
- Karel I. z Forlì (1457–1461)
- Kardinál Štěpán Nardini (1461–1484)
- Kardinál Jan IV. Arcimboldi (1484–1488) (nepřítomný)
- Guido Antonio Arcimboldi (1488–1497) (nepřítomný)
- Ottaviano Arcimboldi (1497) (nepřítomný)
- Kardinál Hippolyt I. d’Este (1497–1520) (nepřítomný)
- Kardinál Hippolyt II. d’Este (1520–1550) (nepřítomný)
- Jan Angel Arcimboldi (1550–1555) (nepřítomný)
- Kardinál Hippolyt II. d’Este (1555–1556) (nepřítomný)
- Filip II. Archinto (1556–1558) (nepřítomný)
- neobsazeno

### Novověk
- Kardinál Carlo Borromeo (1564–1584)
- Kardinál Gaspare Visconti (1584–1595)
- Kardinál Federico I. Borromeo (1595–1631)
- Kardinál Cesare Monti (1632–1650)
- Kardinál Alfonso Litta (1652–1679)
- Kardinál Federico II. Visconti (1681–1693)
- Kardinál Federico III. Caccia (1693–1699)
- Kardinál Giuseppe I. Archinto (1699–1712)
- Kardinál Benedetto II. Erba Odescalchi (1712–1737)
- Kardinál Carlo Gaetano Stampa (1737–1742)
- Kardinál Giuseppe II. Pozzobonelli (1743–1783)
- Filippo Maria Visconti (1784–1801)
- Kardinál Giovanni Battista Caprara (1802–1810)
- neobsazeno
- Kardinál Carlo Gaetano Gaisruck (1816–1846)
- Bartolomeo Carlo Romilli (1847–1859)
- Paolo Angelo Ballerini (1859–1867)
- Luigi Nazari di Calabiana (1867–1893)
- Kardinál Andrea Ferrari (21. května 1894 – 2. února 1921)
- Kardinál Ambrogio Damiano Ratti (13. června 1921 – 6. února 1922), zvolen papežem Piem XI.
- Kardinál Eugenio Tosi (1922–1929)
- Kardinál Ildefonso Schuster (26. června 1929 – 30. srpna 1954)
- Kardinál Giovanni Battista Montini (1. listopadu 1954 – 19. června 1963), zvolen papežem Pavlem VI.
- Kardinál Giovanni Colombo (10. srpna 1963 – 29. prosince 1979)
- Kardinál Carlo Maria Martini (29. prosince 1979 – 11. června 2002)
- Kardinál Dionigi Tettamanzi (11. července 2002 – 28. června 2011)
- Kardinál Angelo Scola (28. června 2011 – 7. července 2017)
- Mario Delpini (9. září 2017 – dosud)